# Denstone
Denstone es una parroquia civil y un pueblo del distrito de East Staffordshire, en el condado de Staffordshire (Inglaterra).

## Geografía
Según la Oficina Nacional de Estadística británica, Denstone tiene una superficie de 8,27 km².

## Demografía
Según el censo de 2001, Denstone tenía 1031 habitantes (51,89% varones, 48,11% mujeres) y una densidad de población de 124,67 hab/km². El 18,43% eran menores de 16 años, el 74,49% tenían entre 16 y 74, y el 7,08% eran mayores de 74. La media de edad era de 40,58 años. Del total de habitantes con 16 o más años, el 26,75% estaban solteros, el 62,43% casados, y el 10,82% divorciados o viudos.
Según su grupo étnico, el 94,76% de los habitantes eran blancos, el 0,58% mestizos, el 0,78% asiáticos, el 0,39% negros, el 3,1% chinos, y el 0,39% de cualquier otro. La mayor parte (91,75%) eran originarios del Reino Unido. El resto de países europeos englobaban al 2,91% de la población, mientras que el 5,34% había nacido en cualquier otro lugar. El cristianismo era profesado por el 81,17%, el budismo por el 0,58%, el islam por el 0,49%, el sijismo por el 0,29%, y cualquier otra religión, salvo el hinduismo y el judaísmo, por el 0,39%. El 12,14% no eran religiosos y el 4,95% no marcaron ninguna opción en el censo.
Había 355 hogares con residentes, 17 vacíos, y 3 eran alojamientos vacacionales o segundas residencias.